# Belagerung von Riga (1812)
Wilkomir – Grodno – Mir – Ekau – Riga – Mogiljow – Ostrowno – Kobrin – Kljastizy – Gorodeczno – Smolensk – Polozk I – Walutino – Borodino – Moschaisk – Tarutino – Malojaroslawez – Polozk II – Wjasma – Dorogobusch – Tschaschniki – Ljachowo – Smoljany – Kaidanow – Krasnoi – Borissow – Beresina
Die Belagerung von Riga war eine Reihe militärischer Operationen im heutigen Lettland während des Russlandfeldzugs von 1812. Die Belagerung dauerte fünf Monate von Juli bis Dezember 1812, in denen die linke Flanke von Napoleons Grande Armée versuchte, eine günstige Position für einen Angriff auf die von Russland kontrollierte Hafenstadt Riga, die Hauptstadt des Gouvernement Livland, zu erlangen. Als es nicht gelang, die Düna zu überqueren wurde die Belagerung während des großen Rückzugs abgebrochen.

## Hintergrund

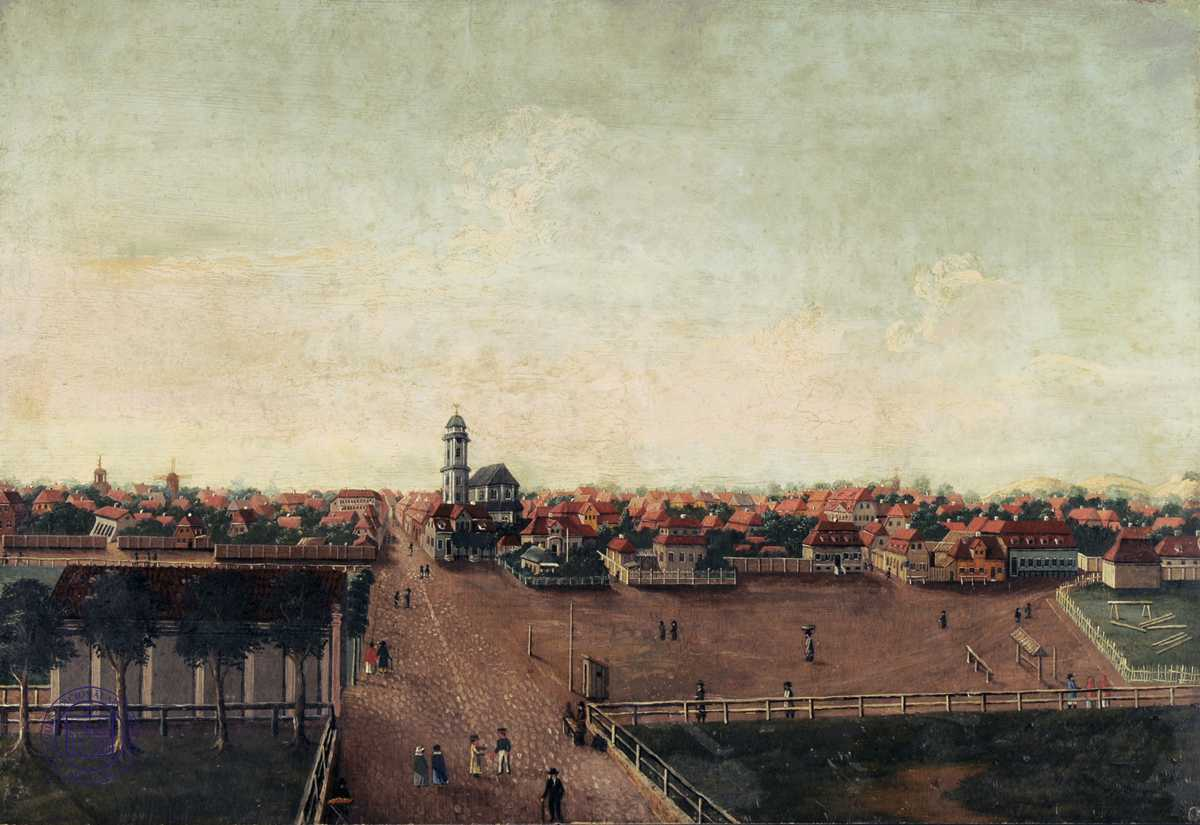
Riga Petersburger Vorstadt vor dem Brand (1812)

Im Zuge Kaiser Napoleons Invasion Russlands 1812 wurden zwei Korps über Kurland und Litauen in Richtung Ostsee entsandt, um die Nordflanke der Grande Armée zu sichern. Eines der Korps, das X. Korps von Marschall MacDonald, wurde nach Kurland entsandt und begann sich anschließend in Richtung Riga zu bewegen.
In Erwartung der Franzosen war bis Mitte Juli 1812 die russische Garnison von Riga auf etwa 14.000 Soldaten angewachsen. Die russische Finnlandarmee unter dem Kommando von Fabian Gotthard von Steinheil traf im September mit weiteren 10.000 Soldaten ein.
Die Belagerung gestaltete sich als schwierig, da MacDonald zusätzlich zur Belagerung auch einen über hundert Kilometer langen Abschnitt entlang der Düna bis nach Dünaburg kontrollieren musste. Dies wurde zusätzlich erschwert, da die Loyalität der „verbündeten“ preußischen Truppen zunehmend zweifelhaft war.

## Verlauf
Am 19. Juli fand die Schlacht von Ekau statt, in der die Truppen unter dem Kommando des preußischen Generals Julius von Grawert, die Streitkräfte von General Friedrich von Löwis of Menar besiegten. Das preußische Korps setzte seinen Marsch auf Riga fort und trug die Hauptlast der folgenden Belagerung.
Der russische Generalgouverneur Magnus Gustav von Essen überschätzte die Möglichkeiten des anrückenden Gegners und ordnete nach anfänglichen Zögern die Vorbereitungen für die Belagerung an. Als sich die Preußen Riga näherten gab er Befehl die Vorstädte abzubrennen, um ein freies Schussfeld zu bekommen und dem Gegner keine Deckung zu bieten. Am Abend des 12. Juli wurde die Polizei angewiesen, die Brände in der Moskauer Vorstadt und Petersburger Vorstadt zu legen. Durch den Wind geriet das Feuer außer Kontrolle und verursachte viel mehr Schaden als geplant.

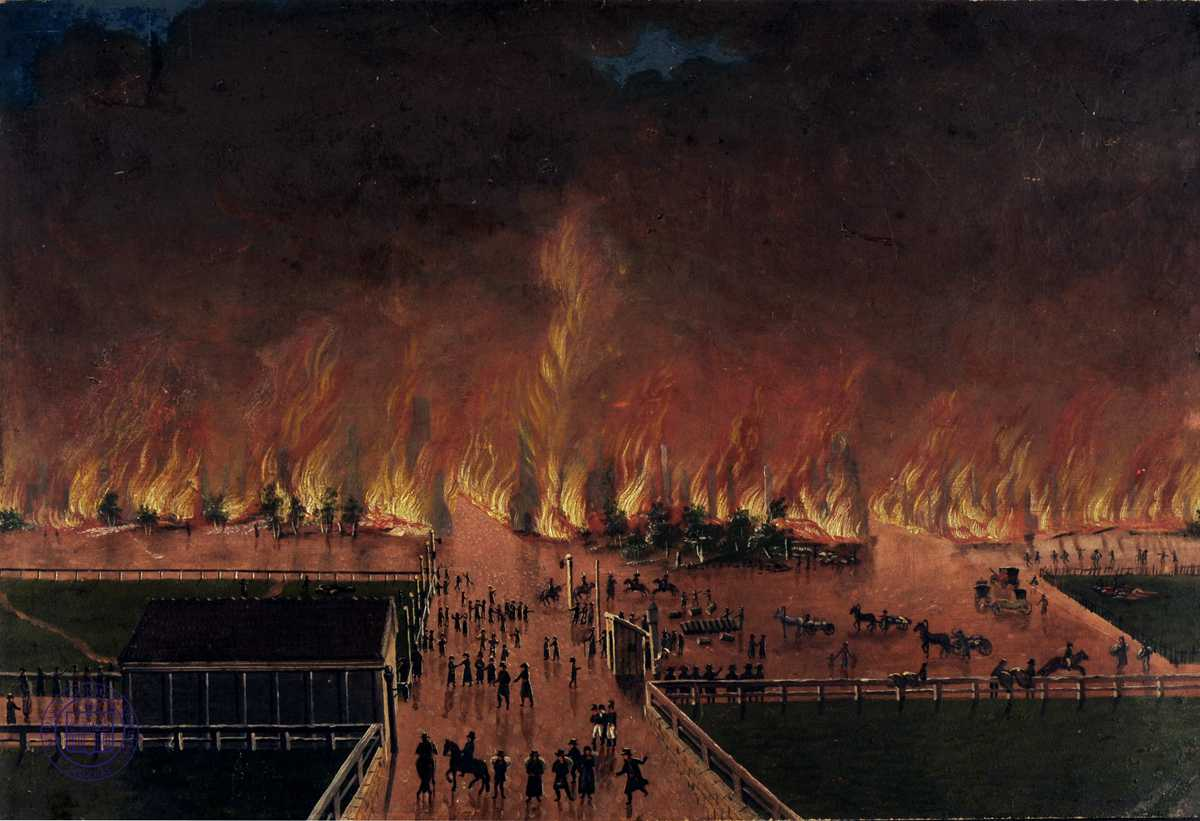
Brennende Gebäude der Petersburger Vorstadt (1812)

Ende Juli trafen 67 russische Kanonenboote in Riga ein, hinzu kam noch das britische Ostsee Geschwader. Daraufhin starteten die Russen einen Angriff in westlicher Richtung auf die preußischen Linie, die in einem Halbkreis um Riga entlang der Linie Schlock – Olai – Keckau verlief. Die russischen und britischen Kriegsschiffe, unterstützten den Vorstoß und fuhren die Aa (Lielupe) hinauf. Sie schafften es, Schlock und weiter Kalnzeem zu erreichen. Mitau wurde vom Wasser beschossen, aber aufgrund des Gegenfeuers der preußischen Artillerie musste der Vorstoß wieder aufgegeben werden. Nach einigen Tagen gelang es den Preußen, die Russen aus dem eroberten Gebiet zurückzudrängen. Im August setzten sich die Kampfhandlungen fort, ohne, dass eine Seite einen Vorteil erreichen konnte.
Macdonald befand sich in Dünaburg und hatte trotz Napoleons Befehlen von dort aus nur sehr wenig Initiative ergriffen. Nun verlegte er eine weitere Brigade seines Korps, die bei der Einnahme Rigas helfen sollte, nach Jakobsburg. 130 schwere Belagerungsgeschütze wurden in Ruhental zusammengezogen. Zu diesem Zeitpunkt forderte Napoleon selbst Macdonald auf, nichts zu überstürzen, da er auf Friedensverhandlungen hoffte, die jedoch nie zustande kamen.
Im September traf das 10.000 Mann starke Steinheil-Korps aus Helsinki in Riga ein, wodurch sich das Kräfteverhältnis für die Russen verschob. Steinheil erhielt den Befehl, zusammen mit der Garnison von Riga, den Feind aus der Umgebung der Stadt zu vertreiben und die Belagerungsgeschütze zu zerstören.
Mangels Abstimmung startete der Angriff in unterschiedliche Richtungen. Steinheil zog in Richtung Ruhental, während es Essen wichtiger schien, Mitau zu befreien.
Am 26. September schlug Steinheil eine preußische Einheit, woraufhin Yorck von Wartenburg, der Mitau sicherte, beschloss, sich in Richtung Ruhental zurückzuziehen.
Mitau wurde von den Russen besetzt und zahlreiches Kriegsmaterial erbeutet, was Essen von der Richtigkeit seines Vorgehens überzeugte. Am nächsten Tag marschierte er feierlich in die Stadt ein. Essen befahl Steinheil, noch einige Regimenter (3.000 Mann) nach Mitau zu schicken. Dies verzögerte und schwächte Steinheils Einheiten, während die Preußen sich aktiv auf die Kämpfe im Süden Rund um Ruhental vorbereiteten. Bei Steinheils Vorstoß entlang der Lielupe zur Absicherung des linken Flügels stieß er auf heftigen Widerstand. Yorck nutzte das Durcheinander und die Erschöpfung der russischen Streitkräfte, ging zum Angriff über und zwang Steinheil infolge der Schlacht von Mesoten zum Rückzug nach Mitau. Auch Mitau konnte nicht gehalten werden: Essen floh aus der Stadt, ohne auf Steinheil zu warten, und die Stadt wurde von den Preußen eingenommen.
Mitte Oktober versuchten die Russen, Angriffe in Richtung Ķeckau und entlang der Lielupe durchzuführen, aber die Preußen konnten ihre zurückeroberten Positionen halten.
Die militärischen Misserfolge der Russen führten zu organisatorischen Veränderungen. Essen wurde durch Filippo Paulucci ersetzt und das Steinheil-Korps unterstellte sich Sayn-Wittgenstein.
Nun stieß Macdonald ebenfalls auf Riga vor. Im November wurde Thomsdorf eingenommen und dabei 9 russische Offiziere und 130 Soldaten gefangen genommen. Masenbach eroberte Friedrichstadt. Ein kalter Herbst setzte ein, was für Riga bedeutete, dass nach dem Zufrieren der Düna die preußischen Truppen südlich von Riga keine natürlichen Hindernisse mehr hätten, um ihr Ziel zu erreichen. Einige Kanonenboote froren im Eis der Düna ein. Aber bevor es zu weiteren Operationen kam, begannen die preußischen Truppen aufgrund der sich abzeichnenden Niederlage Napoleons Anfang Dezember mit dem Rückzug in Richtung Memel.

## Folgen
Letztlich wurde Riga nicht angegriffen. Trotzdem kam es als Folge der Kämpfe zur wirtschaftlichen Verwüstung des Umlands, die durch die Beschlagnahmungen beider Armeen verursacht wurde. Hinzu kam das von den Russen gelegte Feuer in Riga. Mindestens 4 Kirchen, 36 Lagerhäuser, 35 staatliche und 705 Wohngebäude sowie weitere nicht bestätigte Gebäude wurden zerstört.
Die fortschrittlichen Ideen, die mit der französischen Revolution und den napoleonischen Kriegen in Teile Europas gebracht wurden, erreichten Lettland zu dieser Zeit nicht.
Die Preußen hatten nur widerwillig am Feldzug teilgenommen. Yorck hielt während der Kampfhandlungen sowohl mit Essen als auch später Paulucci Kontakt. Er nutzte die Gelegenheit auf dem Rückzug und verhandelte im Dezember die Konvention von Tauroggen.
Essen wurde wegen des Abbrennens der Vorstädte Rigas angefeindet und abgelöst. Im Januar 1813 wurde er krankheitshalber beurlaubt und ertrank 1813 während einer Badekur, was als Suizid interpretiert wurde.
1913 wurde in Riga ein Denkmal für den russischen Kriegsminister Barclay de Tolly errichtet. Das Standbild ging bereits 1915 verloren, nachdem es vor der deutschen Besetzung aus der Stadt auf den britischen Dampfer Serbino gebracht worden war, der wiederum am 16. August durch das U-Boot U 9 in der Rigaer Bucht versenkt wurde. Nach einem erhaltenen Modell wurde 2002 das Standbild rekonstruiert und auf dem Originalsockel wieder aufgestellt.

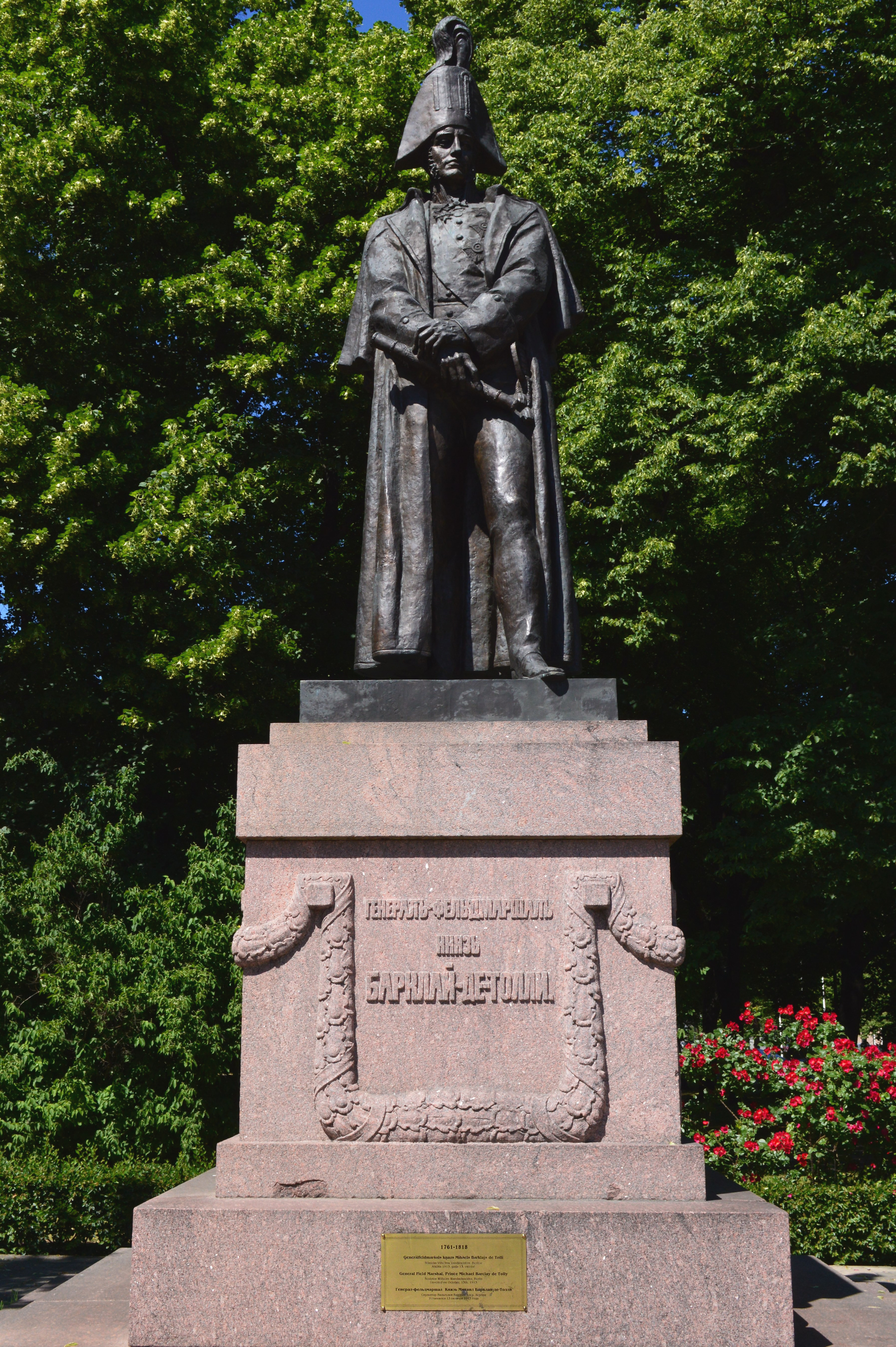
Barclay-de-Tolly-Denkmal in Riga